# Križate
Križate este o localitate din comuna Moravče, Slovenia, cu o populație de 31 de locuitori.